# Махмуд Киримли
Махмуд Киримли́ (крим. Mahmud Qırımlı, 13 століття) — кримськотатарський середньовічний поет. Відомий як автор дастану «Поема про Юсуфа і Зеліху» (Hikayet-i Yusuf ve Zuleyha), яку вважають першим літературним твором кримськотатарською мовою.
Біографія самого Киримли є мало дослідженою, більшість робіт присвячені його поемі. В мові твору простежується початок становлення місцевих особливостей і стилістичних різновидів.